# 山崎至朗
山崎 至朗（やまざき しろう、1933年1月24日 - 2006年4月4日）は、日本の経営者。エスビー食品社長を務めた。東京都出身。

## 経歴
1954年に早稲田大学政治経済学部を卒業し、同年にエスビー食品工業に入社。1956年11月に取締役に就任し、1959年1月に副社長に就任し、1974年5月に社長に昇格。1983年6月に会長を経て、1989年6月には取締役に退いた。
2006年4月4日多臓器不全のために死去。73歳没。